# Ортіз (точка)
62°28′24″ пд. ш. 59°45′30″ зх. д. / 62.4733° пд. ш. 59.7584° зх. д.

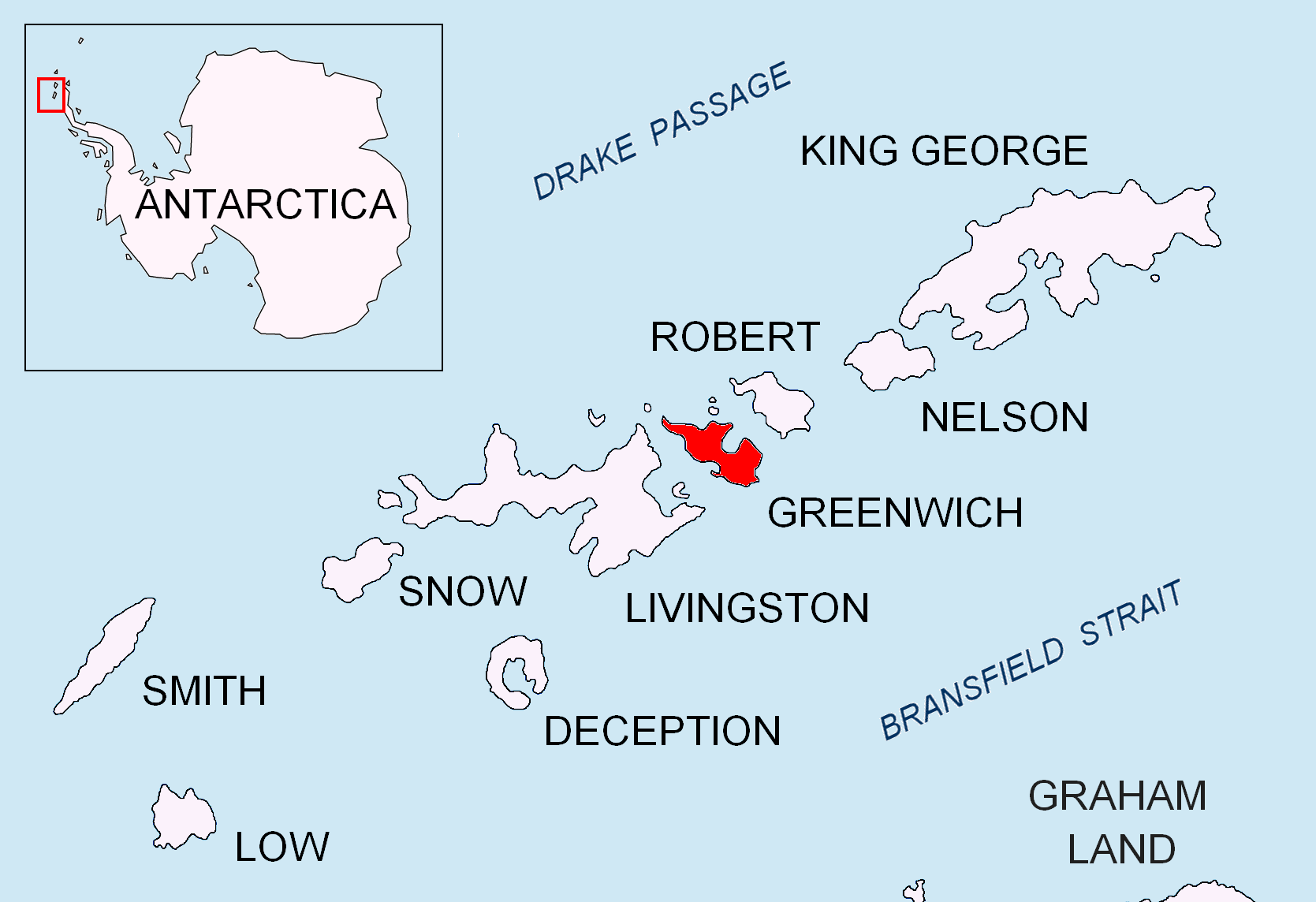
Розташування острова Гринвіч на Південних Шетландських островах.

Точка Ортіз - крижана точка на північно-західному узбережжі затоки Діскавері, острів Гринвіч на Південних Шетландських островах, Антарктида. 
Названа на честь Енджинемана Ортіса, учасника експедиції.

## Розташування
Точка знаходиться за координатами 62°28′23.7″ пд. ш. 59°45′30.2″ зх. д. / 62.473250° пд. ш. 59.758389° зх. д. що становить 3,7 км на південь-південний захід від Спарк-Пойнт, 2.17 км на південний захід від точки Серрано, 5.35 км на захід-південний захід від точки Еш, 3 км на північ-північний захід від точки Лаббе і 2.15 км на північ на захід від точки Рікельме (чилійське картографування у 1951 р., британське у 1968 р. та болгарське у 2005 та 2009 рр.).

## Мапи
- Л. Л. Іванов та ін. Антарктида: острів Лівінгстон та острів Гринвіч, Південні Шетландські острови . Масштаб 1: 100000 топографічної карти. Софія: Антарктична комісія з географічних назв Болгарії, 2005.
- Л. Л. Іванов. Антарктида: острови Лівінгстон та Гринвіч, Роберт, Сноу та Сміт [Архівовано 24 квітня 2008 у Wayback Machine.] . Масштаб 1: 120000 топографічної карти. Троян: Фонд Манфреда Вернера, 2009.ISBN 978-954-92032-6-4